# Calycosina
Calycosin es una O-metilada isoflavona. Puede ser aislada de Astragalus membranaceus Bge. var. mongholicus. y Trifolium pratense L.

## Biosíntesis
Isoflavona 3'-hidroxilasa utiliza formononetin, NADPH, H+ y O2 para producir calycosina, NADP+ y H2O.